# Tiësto’s Club Life
Tiësto’s Club Life – cotygodniowe radio show emitowane obecnie na antenie rozgłośni radiowej 3FM, a dawniej przez największe holenderskie radio – Radio 538. Audycję prowadzi Tiësto. Początkowo nazywała się ona „Club Nouveau”, ale jej nazwa została zmieniona po kilku pierwszych odcinkach na „Club Life”.
Program dzieli się na dwie części. Podczas pierwszej godziny emitowane są najnowsze hity, natomiast część druga poświęcona jest prezentacji różnych gatunków przez Tiësto. Darmowy podcast jest umieszczany w każdy poniedziałek na iTunes oraz na Zune Marketplace. Audycja jednak jest okrojona i zawiera tylko pierwszą godzinę show. 
Show składa się także z „Tiësto’s Classic”, podczas którego prowadzący wybiera utwór z gatunku trance, który jego zdaniem wyróżnia się na tle innych i „15 Minutes of Fame”, podczas którego szansę na zaprezentowanie swych umiejętności mają początkujący producenci muzyczni.